# Viola acutifolia
Viola acutifolia är en violväxtart som först beskrevs av Grigorij Silych Karelin och Kir., och fick sitt nu gällande namn av W. Beck.. Viola acutifolia ingår i släktet violer, och familjen violväxter. Inga underarter finns listade i Catalogue of Life.